# زيليكو بتروفيتش
زيليكو بتروفيتش ولد 13 نوفمبر 1965 في نيكشيتش، جمهورية يوغوسلافيا الاشتراكية الاتحادية، هو لاعب كرة قدم مونتينيغري دولي سابق كان يلعب كلاعب وسط. سبق له أن لعب في كأس العالم لكرة القدم مع منتخب بلاده. لعب خلال مسيرته 425 مباراة سجل خلالها 49 هدفاً.

## مسيرته الكروية
لعب زيليكو بتروفيتش خلال مسيرته الاحترافية مع 7 أندية في ثمانية عشر موسمًا وسجل خلالها 42 هدفًا ضمن 393 مباراة. ولم يفز بأي موسم بالكأس وفاز في موسم واحد بالدوري.
خاض زيليكو بتروفيتش مسيرته مع نادي بودوتشنوست بودغوريتسا في موسم 1987–88 واستمر معه طيلة ثلاثة مواسم، مشاركًا في 58 مباراة سجل خلالها 7 أهداف. ثم انتقل إلى نادي دينامو زغرب في موسم 1990–91 لمدة موسم واحد، حيث شارك في 31 مباراة سجل خلالها هدفًا واحدًا. لينتقل بعدها إلى نادي إشبيلية في موسم 1991–92 لمدة موسم واحد، مشاركًا في 11 مباراة سجل خلالها هدفًا واحدًا أيضًا. ثم انتقل إلى نادي دين بوستش في موسم 1992–93 ولمدة موسمين، مشاركًا في 40 مباراة سجل خلالها 7 أهداف. هذا وانتقل لاحقًا إلى نادي آر كي سي فالفيك في موسم 1994–95 في المرة الأولى ولمدة موسمين ثم في موسم 2000–01 ليلعب معه أربعة مواسم، مشاركًا طوالها في 157 مباراة سجل خلالها 17 هدفًا. ثم انتقل بعدها إلى نادي آيندهوفن في موسم 1996–97 ولمدة موسمين، مشاركًا في 35 مباراة سجل خلالها 6 أهداف. ليعود وينتقل من جديد، لكن هذه المرة إلى نادي أوراوا رد دايموندز في موسم 1998 واستمر معه طيلة ثلاثة مواسم، مشاركًا في 61 مباراة سجل خلالها 3 أهداف.

## روابط خارجية
- زيليكو بتروفيتش على موقع الاتحاد الدولي (مؤرشف)  (الإنجليزية)
- زيليكو بتروفيتش على موقع رابطة كرة القدم اليابانية للمحترفين (اليابانية)
- زيليكو بتروفيتش على موقع قاعدة بيانات كرة القدم.إي يو (الإنجليزية)
- زيليكو بتروفيتش على موقع ناشيونال فوتبول تيمز (الإنجليزية)
- زيليكو بتروفيتش على موقع Soccerway.com (الإنجليزية)
- زيليكو بتروفيتش على موقع عالم كرة القدم.نت (الإنجليزية)